# Autostrada di Mascate
L'autostrada di Muscat (in inglese Muscat Expressway), è un'autostrada dell'Oman al servizio della città di Mascate. L'autostrada funge da tangenziale per la capitale e mette in comunicazione tutte le più importanti strade ed autostrade del paese.
Chiamata in passato Southern Expressway, l'autostrada ha origine alla periferia occidentale della città vecchia (Matrah) dall'intersezione con l'importante Sultan Qaboos Street da dove si sviluppa verso ovest. Passa tangente a sud dell'agglomerato urbano e mette in comunicazione tutti i quartieri della città con la rete autostradale e l'aeroporto Internazionale di Mascate.
Termina dopo 54km da dove, senza soluzione di continuità, ha inizio l'autostrada Batinah che raggiunge il confine con gli Emirati Arabi Uniti.

## Tabella percorso
| Autostrada di Mascate |                                                                                            |      |      |               |
| Tipo                  | Indicazione                                                                                | ↓km↓ | ↑km↑ | Governatorato |
|                       | Al Qurm Heights Road per il porto - Mascate Centro Strada Nazionale 1 Sultan Qaboos Street | 0,0  | ..   | Mascate       |
| 1                     | Qurum                                                                                      | ..   | ..   | Mascate       |
| 2                     | Madinat Al Ilam                                                                            | ..   | ..   | Mascate       |
| 3                     | Madinat Al Sultan Qaboos                                                                   | ..   | ..   | Mascate       |
| 4                     | Al Khuwair                                                                                 | ..   | ..   | Mascate       |
| 5                     | Bawshar - Al Amarat                                                                        | ..   | ..   | Mascate       |
| 6                     | Al Badi                                                                                    | ..   | ..   | Mascate       |
| 7                     | Zona Industriale di Ghala Al Ansab                                                         | ..   | ..   | Mascate       |
| 8                     | Aeroporto Internazionale di Mascate                                                        | ..   | ..   | Mascate       |
| 9                     | Al Matar                                                                                   | ..   | ..   | Mascate       |
| 10                    | Zona Industriale di Rusayl                                                                 | ..   | ..   | Mascate       |
| 11                    | Strada nazionale 15 per Izki - Nizwa - Bahla                                               | ..   | ..   | Mascate       |
| 12                    | Seeb centro - Al Koudh                                                                     | ..   | ..   | Mascate       |
| 13                    | Al Maabilah                                                                                | ..   | ..   | Mascate       |
| 14                    | Al Maabilah                                                                                | ..   | ..   | Mascate       |
| 15                    | Zona Industriale di Al Mabbilah                                                            | ..   | ..   | Mascate       |
| 16                    | Strada Batinah Litoranea Barka - Halban                                                    | ..   | ..   | Mascate       |
|                       | Autostrada Batinah                                                                         | 54,0 | ..   | Mascate       |